# Ryu Takao
Ryu Takao (髙尾 瑠 Takao Ryu?), född 9 november 1996 i Aichi prefektur, är en japansk fotbollsspelare.
Takao började sin karriär 2019 i Gamba Osaka.